# 阮高 (阮朝)
阮高（越南语：／，1828年—1887年4月14日），又名阮世高（越南语：／），大南阮朝將領。北寧省桂陽縣（今桂武縣）人。
1867年中解元。但他並未出仕，而是在家鄉教書為生。1873年法國佔領河內，是為北圻變故。阮高擔任北寧贊理軍務，會同吳光輝、范慎遹、張光憻圍攻河內，並在嘉林設伏大敗法軍。後任安勇知縣，旋遷諒江知府。1882年，法國發動北圻遠征，第二次攻佔河內。期間，阮高多次率軍擊敗法軍。1884年，北寧城失陷後，他與阮善述、吳光輝等領導義軍轉戰北寧、興安省、海陽、河西省。
1887年3月27日，阮高在河西的金江被法軍俘虜。法軍利用各種手段希望讓他屈服，但都被他拒絕了。4月14日，於還劍湖畔斬首。得知其死訊後，輔政大臣尊室說寫了一首名叫《挽阮高》的詩來祭奠他。後與阮知方、阮林、張國用、黃耀、段壽一起入祀忠烈廟。
潘佩珠在《越南亡國史》中給予他很高的評價。